# 동사리원역
동사리원역(東沙里院驛)은 조선민주주의인민공화국 황해북도 사리원시에 있는 평부선의 기차역이다.